# 蒙特利尔交响乐团
蒙特利尔交响乐团（法語：Orchestre symphonique de Montréal）是一支位于加拿大蒙特利尔的管弦乐团。

## 历史
乐团由1934年创建，1935年1月14日首次演出。首位艺术指导是蒙特利尔的音乐家维尔福雷德·帕勒蒂。1940年比利时指挥家德福接任，在他的带领下，乐队水平逐步提升，诸多音乐大师，包括布鲁诺·瓦尔特，伊戈尔·斯特拉文斯基，伦纳德·伯恩斯坦等，都曾来访指挥。1961年到1967年，祖宾·梅塔执掌乐队，在这期间乐队到欧洲进行了巡回演出，这是第一支加拿大乐队访问欧洲。1977年到2002年瑞士指挥家查尔斯·迪图瓦担任艺术总监，乐队真正成为一支世界级的交响乐团。

## 音乐总监及领导者
- 威尔弗里德·佩尔蒂埃（英语：Wilfrid Pelletier）（1935－1940）
- 德西雷·德福（英语：Désiré Defauw）（1941－1952）
- 奥托·克伦佩勒（1950－1953，艺术顾问）
- 伊戈尔·马克维奇（1957－1961）
- 祖宾·梅塔（1961－1967）
- 弗朗茨－保罗·德克尔（英语：Franz-Paul Decker）（1967－1975）
- 拉斐尔·弗吕贝克·德·布尔戈斯（英语：Rafael Frühbeck de Burgos）（1975－1976）
- 夏尔·迪图瓦（1977－2002）
- 长野健（2006－2020）
- 拉斐尔·帕亚雷（英语：Rafael Payare）（音乐总监，2022 年生效）

## 唱片
蒙特利尔交响乐团和Decca，EMI，Philips等合作共录制了88张唱片。
1996和1999年两次获得格莱美奖。